# Brian’s Got a Brand New Bag
Brian’s Got a Brand New Bag («Новая модная кошёлка Брайана») — четвёртая серия восьмого сезона мультсериала «Гриффины». Премьерный показ состоялся 8 ноября 2009 года на канале FOX.

## Сюжет
Купив на распродаже фильм «Дом у дороги», Питер проникается мыслью, что все проблемы можно решить дракой, как это делает главный герой фильма, и отправляется в город, окрылённый этой мыслью. Он продолжает своё безумие дома ночью, избивая Лоис (которой это по нраву), а на следующий день, пинками руля своей машиной, совершает ДТП. Брайан, ехавший с Питером, не упускает случая познакомиться с красоткой — водителем пострадавшей машины.
Назначенное свидание не получается: та уже в ресторане с другим, как говорит Брайану мать той девушки — Рита. Брайан, решившись, приглашает в ресторан эту женщину, забыв о её беспутной дочери (которая, как выясняется позже, оказывается любительницей группового секса с афроамериканцами).
У них завязывается роман, но Брайан не решается приводить свою избранницу домой, опасаясь насмешек со стороны семьи. Вскоре он, глубокой ночью, выпив, всё-таки это делает. Утром, к неудовольствию Брайана, происходит знакомство Риты и Лоис. Последняя, как пёс и опасался, высмеивает возраст его избранницы. Пытаясь убедить семью в положительных качествах Риты, Брайан приглашает её на семейный ужин, где члены его семьи продолжают издеваться над возрастом женщины. Признавшись, что ей — пятьдесят, Рита в слезах убегает. Брайан, разругавшись с домочадцами, сбегает к своей любви и делает ей предложение.
Семья шокирована, но принимает решение Брайана жениться. Однако вскоре он и сам не рад: его избранница очень старомодна, при сексе ломает бедренную кость, назойливо употребляет старомодные слова, он замечает у неё признаки амнезии. Пёс изменяет ей со случайной молоденькой девушкой, признаётся Рите в этом, и использует этот факт, чтобы расстаться с женщиной.

## Создание
Эпизод посвящён памяти Патрика Суэйзи, умершего от рака поджелудочной железы (англ. Pancreatic cancer) в сентябре 2009 года.
Автор сценария: Том Деванни
Режиссёр: Пит Майклс
Композитор: Рон Джоунс
Приглашённые знаменитости: Брюс Уиллис (камео), Хэрт Бочнер, Эйми Гарсиа, Реджинальд Велджонсон и Нана Визитор (в роли Риты)
Премьеру эпизода посмотрели 7 400 000 зрителей; 4,3 % американских семей; 7 % телевизоров США были переключены на канал FOX в момент премьеры.